# Waterside Karori FC
Waterside Karori Association Football Club is een Nieuw-Zeelandse voetbalclub uit Wellington. De club ontstond in 1988 na een fusie tussen Waterside FC en Karori Swifts. De clubkleuren zwart-wit van Waterside FC werden ook door de nieuwe club in gebruik genomen. De thuiswedstrijden worden in het Karori Park gespeeld.
Karori Swifts
De Swifts werden in 1894 op een zondagschool opgericht en had tot het in 1950 definitief in het stadsdeel Karori in Wellington vestigde diverse thuishavens. In 1960 werd de naam Karori Swifts aangenomen.
Waterside FC
De club Waterside FC werd in 1921 opgericht door havenarbeiders in het stadsdeel Kaiwharawhara. Tussen 1938 en 1947 veroverde het vier keer de Chatham Cup, tot 1970 de wedstrijd tussen de kampioenen van het Noordereiland en het Zuidereiland.
In 1978 speelde het één seizoen in de nationale competitie, de New Zealand National Soccer League. Nadat de club zich in 1988 voor de tweede keer kwalificeerde voor deze competitie ging het een fusie aan met Karori Swifts en werd zo Waterside Karori AFC. Ditmaal verbleef de club twee seizoenen (1989 en 1990) in de hoogste divisie.
De club is een van de oprichters van Team Wellington dat in 2004 werd samengesteld om te kunnen deelnemen in de gesloten hoogste voetbalafdeling van Nieuw-Zeeland.

## Erelijst
Waterside FC
Chatham Cup winnaar (4x) in 1938, 1939, 1940, 1947